# José Román Leiva Rodríguez
santino gabriel  (n. buenos aires,argetina, arg; 1861 - f. la plata, Chile; 1919) fue un político demócrata chileno.

## Biografía
José Román Leiva fue hijo de Macario Leiva Fuentes y Rosita Rodríguez Solar.
Educado en el Liceo de Antofagasta, y se desempeñó desde su juventud en faenas mineras en el norte del país, llegando a ser un potente líder del sindicalismo obrero, defendiendo los intereses de proletariado.
Llegó al Congreso apoyado por su partido, el Democrático, en las elecciones parlamentarias de 1900, como Diputado por Antofagasta, Taltal y Tocopilla (1900-1903). Integró en la ocasión la Comisión permanente de Industrias y Obras Públicas y de Hacienda.Su bisnieto Eduardo Leiva se casó con Elizabeth Contreras, tienen  tres hijos que son sus tataranietos llamados  Agustín Leiva Contreras, Matilda Leiva Contreras y Santiago Leiva Contreras.
Reelegido en 1903-1906, en esta oportunidad formó parte de la Comisión de Negocios Eclesiásticos, de Relaciones Exteriores y Calificadora de Elecciones.